# أولريش فون هوتن
أولريش فون هوتن (بالألمانية: Ulrich von Hutten)، هو أديب وشاعر ومصلح وباحث ألماني. ولد عام 1488 بالقرب من فولدا، وهرب هوتن في عام 1515 من مدرسة الدير ودرس منذ عام 1511 كتلميذ متنقل في العديد من الجامعات. وفي أثناء إقامته في إيطاليا اتصل بالأنصار الأوائل لحركة النزعة الإنسانية. وبعد أن عاد من روما تحول إلى هجومه على البابا. وأصبح بفضل هجومه الحاد كاتباً يرهبه الجميع. كان له نشاط ملحوظ في السياسة ودخل في صراع مع أنصار النزعة الإنسانية وحركة الإصلاح الديني. وفي النهاية هرب في عام 1521 إلى زيورخ حيث عاش هناك لاجئاً سياسياً.

## أعماله
- خطابات رجال مغمورين «Epistolae obscurorum virorum» (نص هزلي شارك في تأليفه).

## روابط خارجية
- أولريش فون هوتن على موقع الموسوعة البريطانية (الإنجليزية)
- أولريش فون هوتن على موقع إن إن دي بي (الإنجليزية)